# Халифаев, Давлат Рахматович
Давлат Рахматович Халифаев (5 мая 1946 — 9 января 2023) — таджикский учёный, доктор фармацевтических наук, основатель и первый заведующий (1981—2015) кафедры фармацевтических технологий Таджикского государственного медицинского университета имени Авиценны. Основатель таджикской национальной фармацевтики.

## Биография
Родился 5 мая 1946 года.
Окончил Таджикский медицинский институт.
В 1975—1980 гг. работал начальником Кулябского областного аптечного управления.
В 1980 году в связи с созданием в Таджикском медицинском институте фармацевтического факультета направлен в целевую аспирантуру 1-го ММИ им. И. М. Сеченова. В 1983 году защитил диссертацию «Влияние измельчения некоторых сульфаниламидных препаратов на технологические и биофармацевтические характеристики в готовых лекарственных формах» и стал первым в Таджикистане кандидатом фармацевтических наук. Научный руководитель — Антонина Ивановна Тенцова.
С 1981 по 2015 год заведовал кафедрой фармацевтических технологий. В 2004 году в Пермской фармацевтической академии защитил докторскую диссертацию:
- Создание лекарственных форм на основе бентонитовых глин и эфирных масел : диссертация … доктора фармацевтических наук : 15.00.01 / — Пермь, 2004. — 175 с.

Длительный период был единственным профессором на своей кафедре.
Сфера научных интересов:
- технология обработки форм лекарственных средств на основе растительных, животных, минеральных, микробиологических, биотехнологических и искусственно созданных материалов;
- влияние технологии обработки на биофармацевтические свойства некоторых сульфаниламидных препаратов.

Умер 9 января 2023 года.
Сочинения:
- Халифаев Д. Р. Технологияи ҷолинусӣ (Китоби дарсӣ).- Душанбе: Типографияи ДДТТ ба номи Абӯалӣ ибни Сино, 2011. — 388 с.
- Ботанико-ресурсоведческая характеристика термопсиса длинноплодного /А. А. Ахмедов, Д. Р. Халифаев, Н. М. Сафаров и др. — Душанбе, 2000. — 40 с.